# Toegepaste wetenschappen

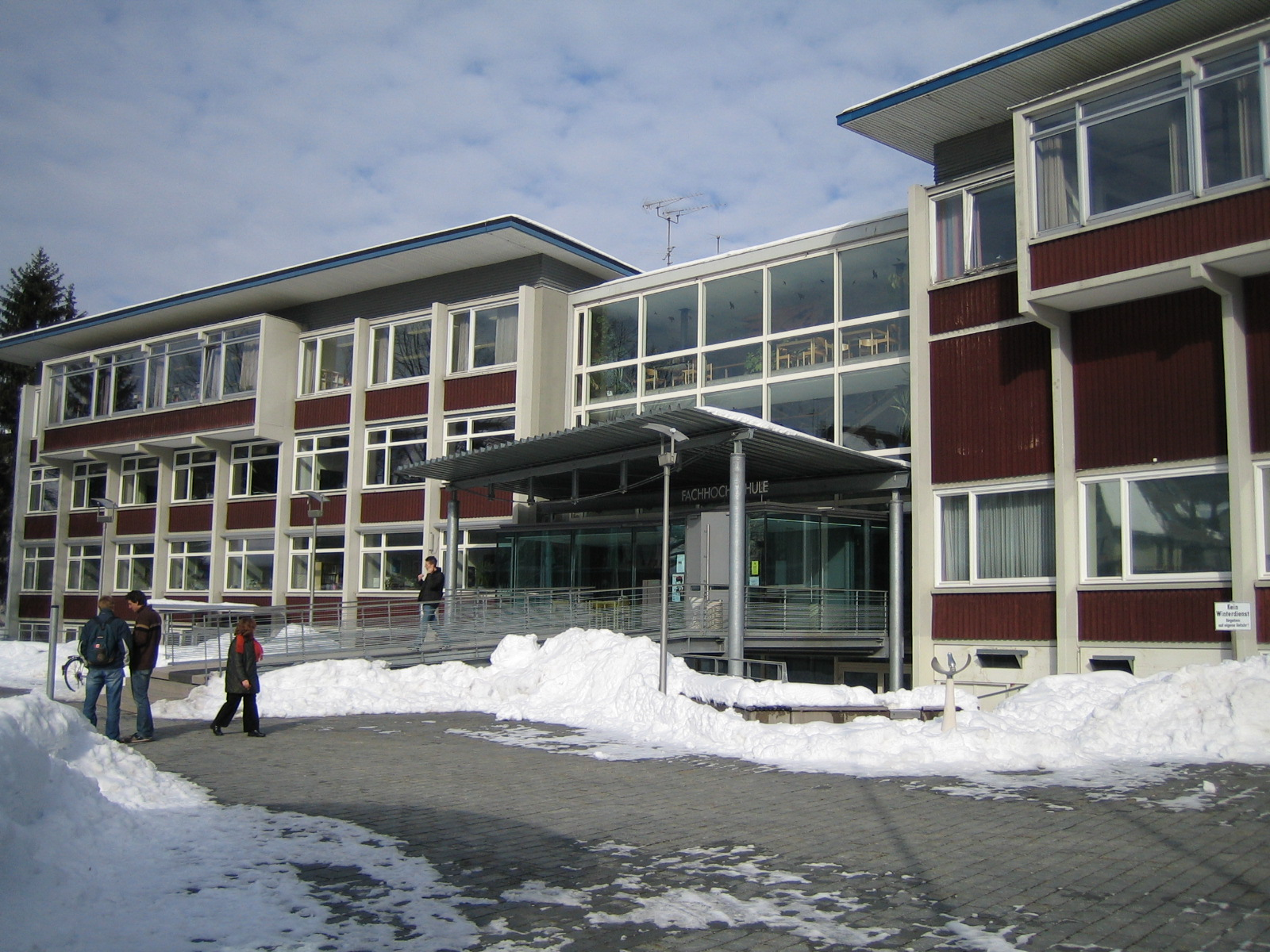
Universiteit Furtwangen Toegepaste Wetenschappen, Duitsland

De toegepaste wetenschappen omvatten de wetenschappelijke richtingen die als doel hebben een probleem op te lossen, of een product, dienst of techniek te ontwikkelen. Het onderzoek is geïnspireerd op maatschappelijke vragen die om antwoorden of oplossingen vragen. Het wordt dan gebruikt als tegenhanger van de "zuivere" of fundamentele wetenschap, die enkel als doel heeft de eigen kennis te vergroten. Zo wordt pedagogiek soms een vorm van "toegepaste psychologie" genoemd, en "toegepaste taalkunde" zoals tolken en vertalen, staat dan tegenover zuivere (onderzoekende) taalwetenschap.
In Vlaanderen was de faculteit der "toegepaste wetenschappen" aan een universiteit de faculteit die de burgerlijk ingenieurs opleidde. In 2005 hebben de Vlaamse universiteiten de naam "Faculteit Toegepaste Wetenschappen" veranderd in "Faculteit IngenieursWetenschappen", analoog aan de Engelstalige naamgeving "Faculty of Engineering".
In Nederland is in 1932 bij wet TNO opgericht. Deze organisatie heeft als doel een brug te vormen tussen wetenschappelijk onderzoek enerzijds en de toepassing daarvan bij de overheid en het bedrijfsleven anderzijds.
Voor voorbeelden zie: Overzicht toegepaste wetenschappen